# Csatay Lajos
Vitéz csataji Csatay Lajos (született Tuczentaller) (Arad, 1886. augusztus 1. – Budapest, 1944. október 16.) magyar honvédelmi miniszter a második világháború idején.

## Élete
A közös osztrák-magyar hadseregben törzskari, majd vezérkari tiszt volt. Harcolt az első világháborúban, majd 1919-ben a Vörös Hadsereghez állt. 1919-től 1921-ig a budapesti Hadiakadémia tanára, 1921–26 között csapatszolgálatot teljesített, 1926-tól a miskolci I. honvéd tüzérosztály parancsnoka, 1933-tól 1941-ig lőiskolai parancsnok, majd az 5. hadtest tüzérparancsnoka; később a tábori tüzérségi lőiskola parancsnokaként működött.
1941–42-ben a pécsi IV. honvéd hadtest parancsnoka; e hadtesttel 1942. május 1-jétől 1942. december 3-áig harctéri szolgálatot teljesített. 1943. február 1-jén vezérezredessé léptették elő, rövid ideig, a sebesült Jány Gusztáv felépüléséig a Magyar 2. hadsereg parancsnoka, majd a 3. magyar hadsereg parancsnoka lett. Június 12-én elvállalta a honvédelmi miniszteri tárcát a Kállay-, majd a Sztójay-kormányban.
Többször is le akart mondani, de Horthynak mindig sikerült rábírnia a maradásra. Tisztségében egészen 1944. október 16-áig, Horthy kiugrási kísérletéig megmaradt, ekkor azonban a Gestapo letartóztatta. 1944. október 16-án Csatay a feleségével együtt öngyilkosságot követett el.

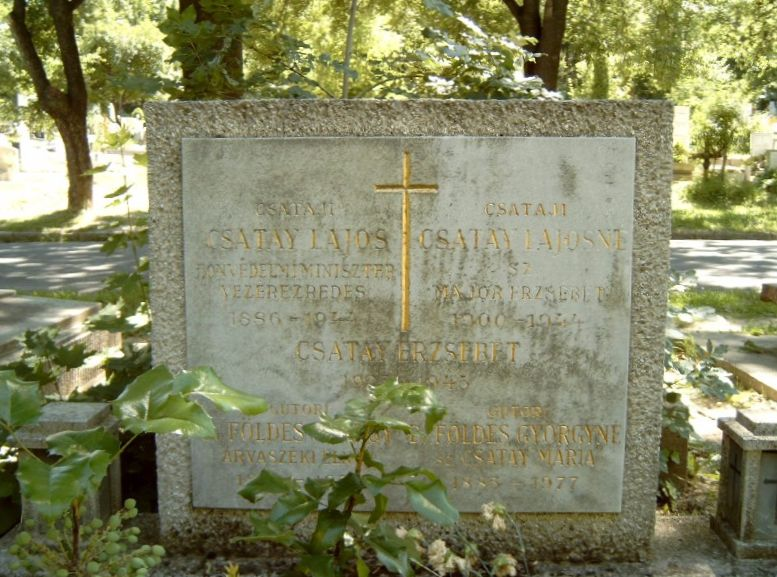
Csatay Lajos sírja: Budapest, Farkasréti temető: 8/3-1-153/154

## Művei
- A hadosztály-tüzérség harca és vezetése; Honvédelmi Minisztérium, Budapest, 1923
- Tüzérségi harcmód, parancsadás és tűzvezetés példákkal; szerzői, Budapest, 1924